# Lasconotus carinatus
Lasconotus carinatus is een keversoort uit de familie somberkevers (Zopheridae). De wetenschappelijke naam van de soort werd in 1871 gepubliceerd door John Reinhold Sahlberg.